# Saratoga County
Saratoga County är ett administrativt område i delstaten New York, USA, med 219 607 invånare. Den administrativa huvudorten (county seat) är Ballston Spa.

## Geografi
Enligt United States Census Bureau så har countyt en total area på 2 185 km². 2 102 km² av den arean är land och 83 km² är vatten. 

### Angränsande countyn
- Warren County, New York - nord
- Washington County, New York - nordost, öst
- Rensselaer County, New York - sydost
- Albany County, New York - syd, sydväst
- Montgomery County, New York - väst
- Fulton County, New York - väst
- Schenectady County, New York - väst
- Hamilton County, New York - nordväst